# Stevie Richards
Pour les articles homonymes, voir Richards.
 (novembre 2024).
Michael Manna (né le 9 octobre 1971 à Philadelphie, Pennsylvanie), est un catcheur professionnel américain plus connu sous le nom Stevie Richards. Il travaille actuellement à la Total Nonstop Action Wrestling.

## Carrière
Il participe au premier match de l'ECW originale contre Jimmy Jannetty en 1992

### World Wrestling Federation/Entertainment (1999-2008)
Il participe au Dark Match de Wrestlemania 22.
Il perd face à Brian Kendrick[Quand ?] .
Il quitte la World Wrestling Entertainment le 15 août 2008.

### Total Nonstop Action Wrestling (2009-2011)
Après avoir quitté la World Wrestling Entertainment, Stevie Richard signe en février un contrat avec la Total Nonstop Action Wrestling.
Il débutera sous le nom de Dr Stevie Richards, le psychanalyste d'Abyss, puis plus tard de Daffney. Il use d'une méthode plutôt controversée de la thérapie (il n'hésite pas à utiliser la violence et l'intimidation envers ses clients) pour arriver à ses fins. Il souhaitait s'approprier Abyss en empêchant celui-ci d'utiliser ses aptitudes pour les objets sur le ring. Lors de Lockdown 2009, c'est à cause de lui qu'Abyss a perdu face à Matt Morgan dans un Chamber Of Blood match.
C'est par la suite qu'une rivalité naîtra entre Abyss et le Docteur Stevie.
La rivalité mènera à un match sans disqualification au pay-per-view Victory Road 2009 où il perd après un violent coup de taser électrique infligé par Abyss. Lors de la TNA du 8 juillet il reforme avec Tommy dreamer et Raven et Rinho la nouvelle ECW. Lors du TNA du 23 juillet il ramena un nouveau membre pour la ECW original Mick foley. Lors de Bound For Glory 2010 il fait partie de l'équipe EV.2 (équipe formé des originaux ECW) pour gagne le match face au gars de Fortune (équipe formé de protégé de Ric Flair). Lors de l'Impact du 11 novembre, il perd contre AJ Styles et ne remporte pas TNA TV Championship.

### Extreme Rising
Lors de Remember November, il affronte Raven dans un Loser Leaves Town Match qui se finit en No Contest. Lors du show du 29 décembre, il bat Rhino et remporte le ER Championship.

### Southern Championship Wrestling Florida
Lors de Spring Breakout, il bat Chasyn Rance pour conserver son Extreme Rising World Championship lors du premier tour du tournoi pour le SCW Southern Heavyweight Championship.

### I Believe In Wrestling
Lors de 51, il bat Maxwell Chicago et conserve son Extreme Rising World Championship.

## Palmarès et accomplissements
- Allied Powers Wrestling Federation
  - APWF Heavyweight Championship (1 fois)[6]
- American Championship Pro Wrestling
  - ACPW Heavyweight Championship (1 fois)
- Cajun Wrestling Federation
  - CWF United States Heavyweight Championship (1 fois)

- Extreme Championship Wrestling
  - ECW World Tag Team Championship (2 fois)[7] avec Raven

- Extreme Rising
  - ER Championship (premier de l'histoire) (1 fois) (actuellement)

- Force One Pro Wrestling
  - Force One Iron League Heavyweight Championship (1 fois)[8]

- Heartland Wrestling Association
  - HWA Heavyweight Championship (1 fois)[9]

- Liberty All-Star Wrestling
  - LAW Heavyweight Championship (1 fois)[10]
- Magnum Pro Wrestling
  - Magnum Pro Heavyweight Championship (1 fois)

- Maryland Championship Wrestling
  - MCW Tag Team Championship (1 fois)[11] avec Earl "The Pearl" Joshi

- Mid-Eastern Wrestling Federation
  - MEWF Heavyweight Championship (1 fois)[12]

- National Wrestling Alliance
  - NWA National Heavyweight Championship (1 fois)
  - NWA 2000 Heavyweight Championship (1 fois)[13]
  - NWA World Light Heavyweight Championship (New Jersey version) (1 fois)[14]
- NWA Force One Pro Wrestling
  - NWA Force 1 Heavyweight Championship (1 fois)

- Pro Wrestling Illustrated
  - Classé 93e au classement des 500 meilleurs catcheurs en 2002[15]
- Pro Wrestling eXpress
  - PWX Tag Team Championship (1 fois) avec The Blue Meanie
- Showcase Championship Wrestling
  - SCW Heavyweight Champion (1 fois)
  - CWNY Heavyweight Champion (1 fois)

- Steel City Wrestling
  - SCW Tag Team Championship (3 fois)[16] avec Rahul Kay (1), The Blue Meanie (1) et Frank Stalletto (1)

- Top Rope Promotions
  - TRP World Heavyweight Championship (1 fois)[17]
  - TRP Killer Kowalksi Cup (2009)
- Unified Championship Wrestling
  - UCW Heavyweight Championship (1 fois)
- WildKat Pro Wrestling
  - WildKat Revolution Championship (1 fois)

- World Wrestling Federation / World Wrestling Entertainment
  - WWF/E Hardcore Championship (21 fois)[18]

- Wrestling Observer Newsletter awards
  - Worst Worked Match of the Year en 2004 vs. Tyson Tomko à Unforgiven 2004